# Marea Pată Întunecată

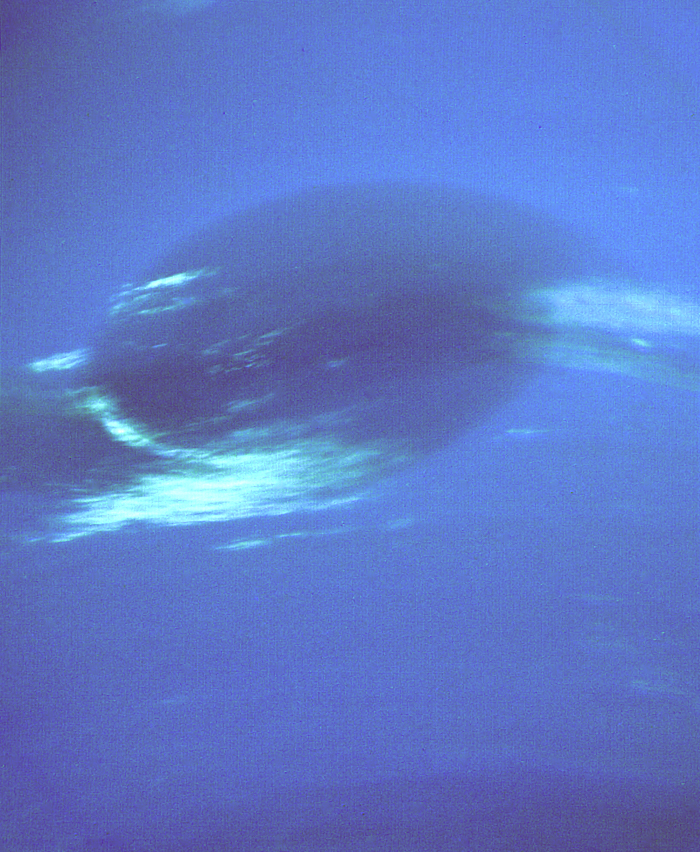
Marea Pată Întunecată văzută de pe Voyager 2

Marea Pată Întunecată (cunoscută și sub numele de GDS-89, de la Great Dark Spot - 1989) a fost una din seriile de pete întunecate de pe Neptun, asemănătoare cu Marea Pată Roșie de pe Jupiter. GDS-89 a fost prima pată mare întunecată de pe Neptun care urma să fie observată în 1989 de către sonda spațială a NASA Voyager 2. La fel ca pata de pe Jupiter, marile pete întunecate sunt furtuni anticiclonice. Cu toate acestea, interiorul lor este relativ fără nor și, spre deosebire de pata lui Jupiter, care a durat sute de ani, durata lor de viață pare să fie mai scurtă, formându-se și risipindu-se o dată la câțiva ani. Bazându-se pe observațiile făcute de Voyager 2 și de atunci de telescopul spațial Hubble, Neptun pare să-și petreacă oarecum mai mult de jumătate din timpul său de rotație în jurul soarelui cu o mare pată întunecată. Aproape tot ceea ce se știe despre Neptun se bazează pe cercetarea efectuată de Voyager 2.

## Caracteristici
Pata întunecată având o formă eliptică (cu dimensiunile inițiale de 13.000 × 6.600 km sau 8.100 × 4.100 mile) al GDS-89 a avut aproximativ aceeași dimensiune ca și Pământul și a fost asemănător, în general, cu aspectul Marii Pete Roșii de pe Jupiter. În jurul acestuia, vânturile au fost măsurate suflând cu până la 2.400 kilometri pe oră, cea mai mare viteză din sistemul solar. Marea Pată Întunecată este considerată a reprezenta o gaură în norul de metan al lui Neptun. Pata a fost observată la momente diferite, cu dimensiuni și forme diferite.
Marea Pată Întunecată a generat nori albi mari la sau chiar sub stratul de tropopauză similari cu norii de mare altitudine cirrus găsiți pe Pământ. Spre deosebire de norii de pe Pământ, care sunt compuși din cristale de gheață, norii cirrus ai lui Neptun sunt alcătuiți din cristale de metan înghețat. Și în timp ce nori cirrus, de obicei, se formează și apoi se dispersează într-o perioadă de câteva ore, norii din Marea Pată Întunecată erau încă prezenți după 36 de ore sau două rotații ale planetei.
Petele întunecate ale lui Neptun sunt considerate a apărea în troposferă la altitudini mai mici decât cele la care se găsesc norii luminoși din partea superioară. Deoarece au trăsături stabile care pot persista timp de câteva luni, se crede că sunt structuri vortex.

## Dispariție

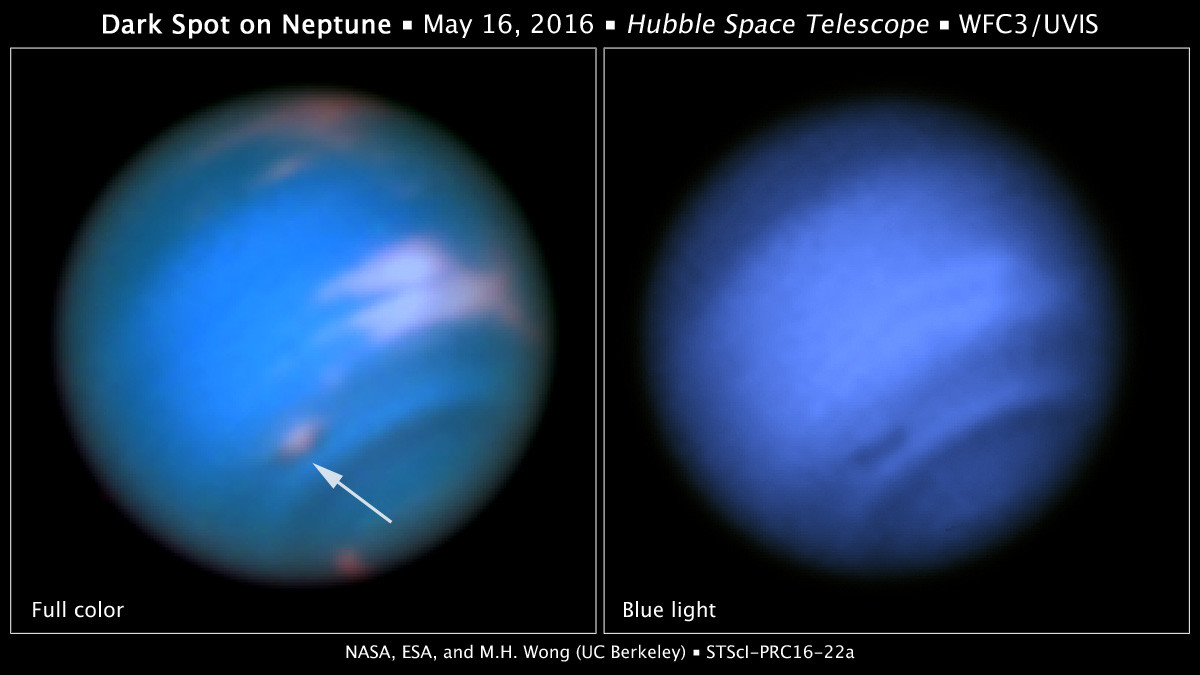
Pata întunecată de pe Neptun complet colorată (stânga) și în bleu (dreapta).

Când pata urma să fie fotografiată din nou în noiembrie 1994 de către telescopul spațial Hubble, dispăruse complet, lăsând astronomii să creadă că a fost acoperită sau că a dispărut. Persistența norilor însoțitori arată că unele foste pete întunecate pot continua să existe ca cicloane, chiar dacă ele nu mai sunt vizibile ca o caracteristică întunecată. Punctele întunecate se pot disipa atunci când migrează prea aproape de ecuator sau, eventual, prin alte mecanisme necunoscute.
Cu toate acestea, în 2016 a apărut o pată aproape identică în emisfera nordică a lui Neptun. Această pată nouă, numită Marea Pată Întunecată din Nord (NGDS - Northern Great Dark Spot), a rămas vizibilă de câțiva ani. Nu se știe dacă această pată este încă prezentă pe planetă, deoarece observațiile prin utilizarea telescopului Hubble sunt limitate.